# Mundo Gaturro
Mundo Gaturro (abgekürzt als MG) ist ein MMO für Kinder, das auf der Figur Gaturro basiert. Die Seite wurde 2010 von der argentinischen Firma QB9 Entertainment entwickelt, im selben Jahr, in dem eine Filmadaption des Comic-Charakters und der Animationsserie veröffentlicht wurde. Im Jahr 2012 erhielt es eine Auszeichnung in der Kinderkategorie bei den Mate.ar Awards.

## Geschichte
Der Entwickler QB9 Entertainment hat seinen Sitz in Argentinien. Mundo Gaturro begann 2009 als Projekt von Nik und wurde als Spiel für Kinder im Alter von 4 bis 12 Jahren konzipiert. Im Jahr 2010 wurde es weltweit offiziell eingeführt und bot anfänglich Missionen, die Möglichkeit, Gegenstände einzulösen, und mehr.
2011 gab es Updates am Design, um eine benutzerfreundlichere Oberfläche zu schaffen. Später, im Jahr 2014, wurde die mobile Version überarbeitet, wobei Anwendungen hinzugefügt wurden, die Spieler mit Spielmünzen kaufen konnten, sowie kleinere Verbesserungen. Im Jahr 2016 wurde Mundo Gaturro Pocket für Android und iOS veröffentlicht, mit exklusiven Servern und Standorten. Im März desselben Jahres wurde eine herunterladbare Version für Microsoft Windows und macOS-Systeme veröffentlicht. Diese ermöglichte es den Spielern, das Spiel ohne Webbrowser zu genießen und bot die Option, im Vollbildmodus zu spielen.
Im Jahr 2017 wurden weitere Verbesserungen vorgenommen, wobei das Spielerprofil von einem Fenster (ähnlich wie bei Club Penguin) zu einem weniger aufdringlichen Bereich am unteren Rand verändert wurde, mit zusätzlichen Anpassungsoptionen für Kleidung. Derzeit kann nur die herunterladbare Version genutzt werden, da Adobe Flash eingestellt wurde.

## Funktionen und Eigenschaften
Das Spiel erlaubt es den Spielern, Freunde zu haben, zu chatten, Missionen zu absolvieren, Kostüme zu verwenden, auf das Abonnement "Passport" zuzugreifen, verschiedene Transportmittel zu nutzen, Effekte anzuwenden, ihr Haus im Spiel zu dekorieren, Gegenstände zu kaufen, um ihr Haus zu erweitern, und ein Mobiltelefon zu verwenden, mit dem sie über Neuigkeiten informiert bleiben, Spiele spielen und Nachrichten von ihren Freunden erhalten können. Darüber hinaus gibt es verschiedene andere Aktivitäten, die Spieler in Mundo Gaturro ausführen können.
Mundo Gaturro verfügt auch über ein soziales Netzwerk namens Picapon. Während der Wartungszeiten von Picapon wurde es vorübergehend durch "Mundo Gaturro Mobile" ersetzt, das es den Spielern ermöglichte, das Spiel auf ihren Mobilgeräten zu spielen. In dieser mobilen Version waren die Spieler jedoch darauf beschränkt, zu chatten, in einem kleinen grünen Bereich zu laufen, ihre Avatare mit Kleidung und Frisuren auszustatten, die ursprünglich in Mundo Gaturro bereitgestellt wurden, und das Geschlecht und Alter ihres Avatars zu ändern.

## Kontroversen und Kritik
Eine der Hauptkontroversen um dieses Spiel ist die Diskriminierung, die darin existiert. Einige Gaturros (Spieler), bekannt als "Chetos", beleidigen und entmutigen neue Spieler daran, teilzunehmen. Diese "Chetos" haben oft ihre Häuser mit Gegenständen gefüllt, Skins in allen Farben außer Gelb, Effekte, Passport-Abonnements, Kleidung und Transportoptionen, die dadurch erworben wurden, unter anderem.
Eine der Sorgen unter den Benutzern ist das anhaltende Problem, dass in einigen Fällen das Passport-Abonnement weiterhin berechnet wird, obwohl der Benutzer sein Abonnement nicht kündigen kann. Dieses Problem hat Diskussionen und Frustrationen innerhalb der Spieler-Community ausgelöst. Diese Vorfälle haben Fragen zur Transparenz und Effizienz des Registrierungsmanagementprozesses in der virtuellen Umgebung von Mundo Gaturro aufgeworfen. Das Fehlen einer klaren Option zur Kündigung von Passports in einigen Fällen hat zu Vorwürfen der mangelnden Transparenz seitens der Benutzer geführt, die ihre Unzufriedenheit in Foren und sozialen Medien geäußert haben.

### Angebliche Schließung
Im März 2024 erstellte der argentinische YouTuber Gianfy Albes zusammen mit seinem Freund Tomás Feurmann ein gefälschtes Bild, das die Schließung des Spiels Mundo Gaturro andeutete. Dieses Bild wurde über die Plattform TikTok verbreitet, wobei gefälschte Konten verwendet wurden, die vorgaben, YouTuber aus dem Mundo-Gaturro-Universum zu sein.
Diese Aktion hatte große Auswirkungen auf die sozialen Medien und führte dazu, dass das Thema "Mundo Gaturro" auf Twitter (derzeit im Prozess der Umbenennung zu "X") im Trend lag. Dieser Vorfall löste eine öffentliche Debatte und eine Welle von Besorgnis unter den Fans des Spiels aus. Trotz des entstandenen Aufruhrs bestätigten die offiziellen Mundo-Gaturro-Konten schnell, dass die Informationen falsch waren und das Spiel nicht von einer Schließung bedroht ist.